# Heksenprocessen van Salem

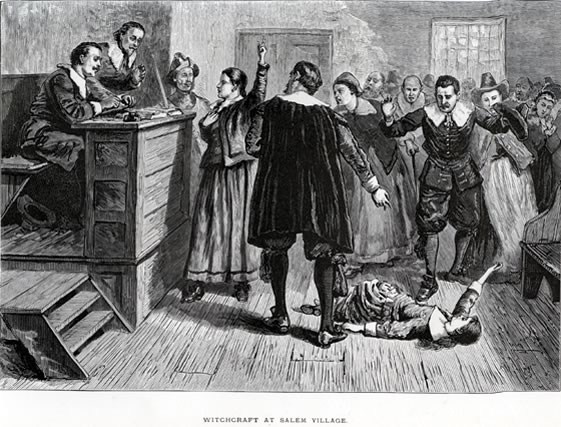
Illustratie uit 1876 van een rechtszaal waar de beruchte processen plaatsvonden

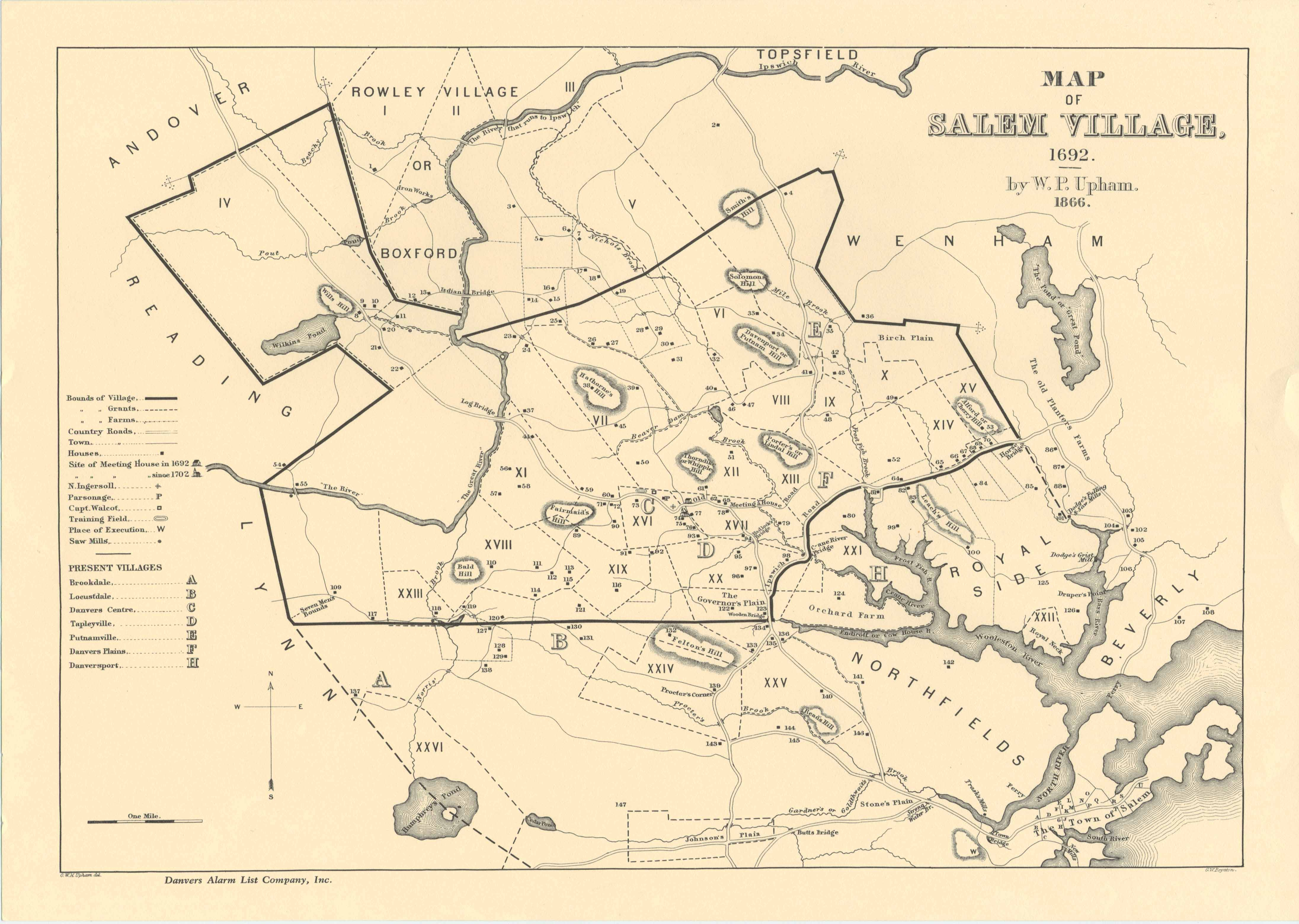
Plattegrond van Salem ten tijde van de aanvang van de processen (1692), naar historische archieven gemaakt in 1866 door Charles W. Upham voor Salem Witchcraft, With an Account of Salem Village and a History of Opinions on Witchcraft and Kindred Spirits (1867)

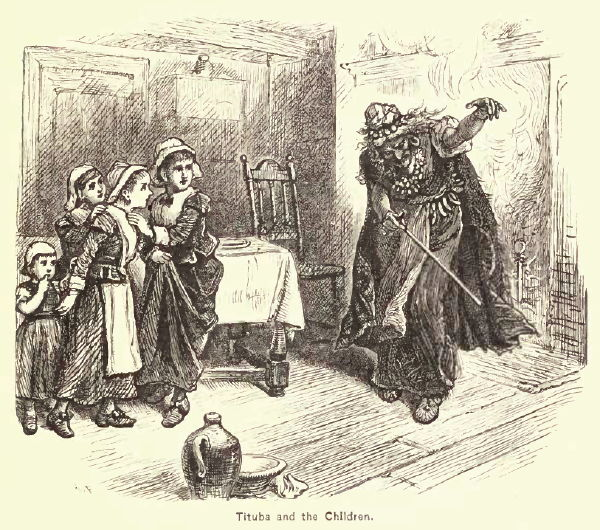
Tituba en de kinderen

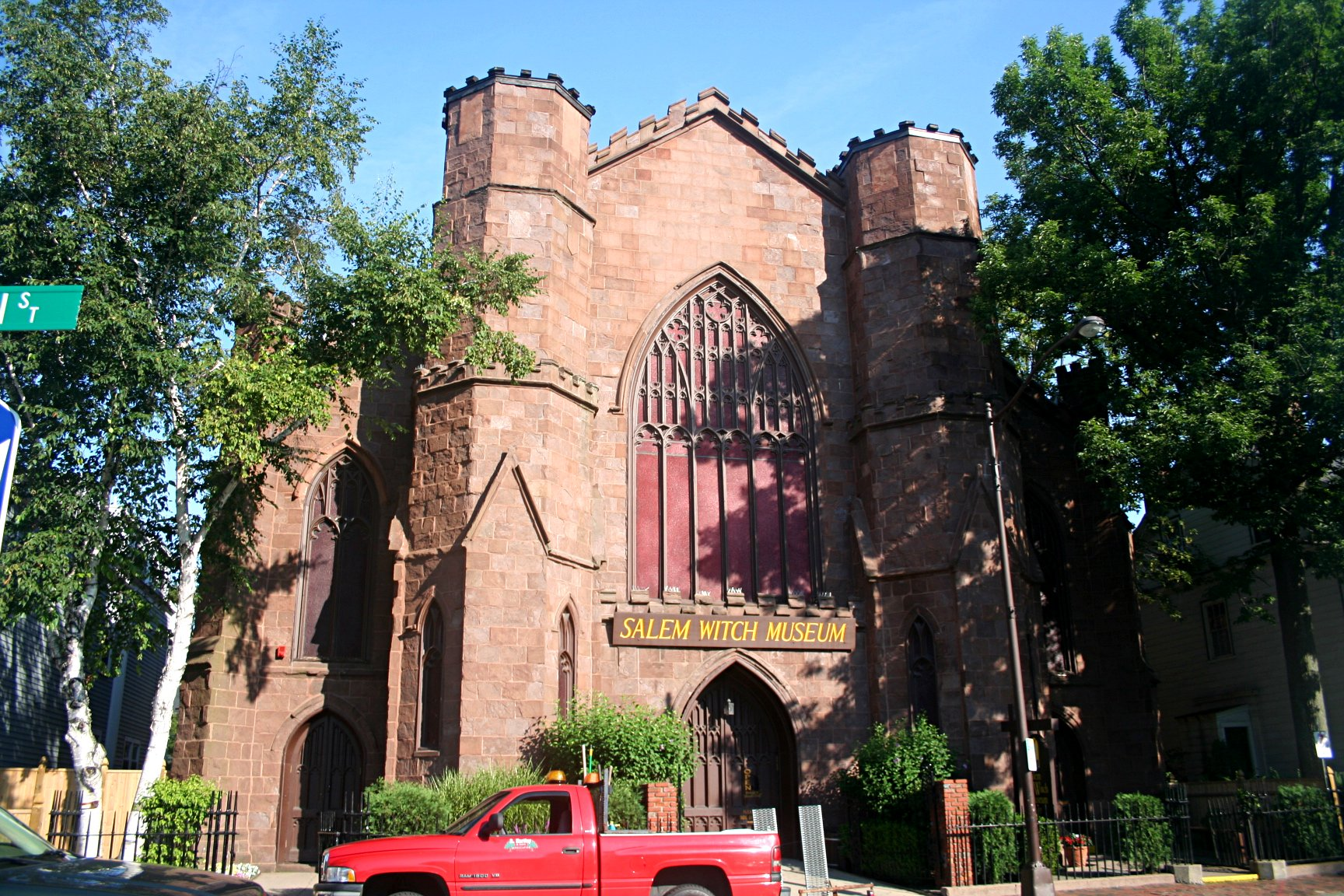
Het Salem Witch Museum, Salem

De heksenprocessen van Salem waren de bekendste heksenprocessen in de Amerikaanse geschiedenis. Ze begonnen in 1692 en resulteerden in een groot aantal veroordelingen in zowel Salem Village, het huidige Danvers, als Salem Town in de staat Massachusetts, toen een Engelse kolonie in New England. Ze leidden tot de terechtstelling van minstens vierentwintig mensen.

## Context
De bevolking van Salem Village had een ijverig bestaan. Net uit Europa gearriveerde pioniers bouwden de nederzetting uit aan de rand van de wildernis. Die jonge gemeenschap kende verschillende spanningen, die de achtergrond van de processen vormen:
- botsingen tussen de pioniers en de oorspronkelijke bewoners, die elkaar als bedreigend ervoeren
- de regelmatige ruzies over grond
- de armoede bij de bevolking (meest landbouwers)
- de sterke sociale controle
- de invloed van het Puriteins geloof, met strenge regels zonder ruimte voor amusement
- het bijgeloof en angst voor de duivel
- de onderdrukking

## Directe aanleiding tot de processen
Elizabeth Parris, 9 jaar oud en haar nichtje Abigail Williams, 11 jaar oud, hadden in het geheim contact met Tituba Boyer, een Caraïbische slavin, meegenomen door predikant Parris. Gedurende de winter van 1692 was Tituba begonnen de meisjes verhaaltjes te vertellen over het leven in Barbados en vaak vertelde zij over toverij. Tituba werd steeds enthousiaster en begon ook trucjes te demonstreren. 
Ondanks hun jonge leeftijd wisten de meisjes dat deze zaken verboden waren in hun gemeenschap. Hun fascinatie voor deze praktijken maakte al snel plaats voor schuldgevoelens en spijt. Ze begonnen "vreemd" gedrag te vertonen dat door hun omgeving werd getypeerd als zware epileptische aanvallen van onnatuurlijke aard.
De meisjes vertoonden het volgende gedrag: zij gilden, gooiden spullen door de kamer en uitten vreemde klanken. Ook kropen ze onder meubilair en namen allerlei onnatuurlijke lichaamshoudingen aan. Ze klaagden erover dat ze geprikt werden door naalden en bedekten hun oren bij het horen van een preek. Dorpsarts William Griggs kon uit deze symptomen niet verklaren wat de meisjes mankeerden. Hij kwam daarom ten slotte tot de diagnose dat de meisjes behekst waren. Deze vaststelling verspreidde zich als een lopend vuurtje door het dorp.

## De beschuldigingen
De meisjes begonnen hun buren te beschuldigen van hekserij.
De eerste beschuldigden waren drie vrouwen:
- Sarah Good, een bedelares;
- Sarah Osbourne, een dementerende oude vrouw;
- Tituba Boyer.

Deze vrouwen waren sociale verschoppelingen en dus makkelijke doelwitten, omdat niemand het voor hen opnam. Zowel Good als Osbourne gingen niet naar de kerk, wat hen nog verdachter maakte. De vrouwen werd op 5 maart 1692 hekserij ten laste gelegd en zij werden opgesloten in de gevangenis.
Meer beschuldigden volgden snel:
- Rebecca Nurse
- Dorcas Good
- Abigail Hobbs
- Martha Corey
- Elizabeth en John Proctor

De vierjarige Dorcas Good, dochter van Sarah Good, bekende waarschijnlijk aan hekserij te doen om bij haar moeder in de gevangenis te zijn. Iedereen kon in het voorjaar van 1692 beschuldigd worden van hekserij. Het aantal beschuldigingen groeide en de gevangenissen in Salem, Boston en omstreken raakten overvol.
De eerste processen waren eind mei 1692, nadat gouverneur William Phips arriveerde en een speciale rechtbank instelde. Phips benoemde William Stoughton tot hoofd van justitie. Deze genoot een theologische opleiding  en was aldus onbekend met het strafrecht. De dementerende Sarah Osbourne was toen in de cel al een natuurlijke dood gestorven. Anderen werden er ziek. Minstens vier, mogelijk zeventien mensen overleden in de gevangenis.

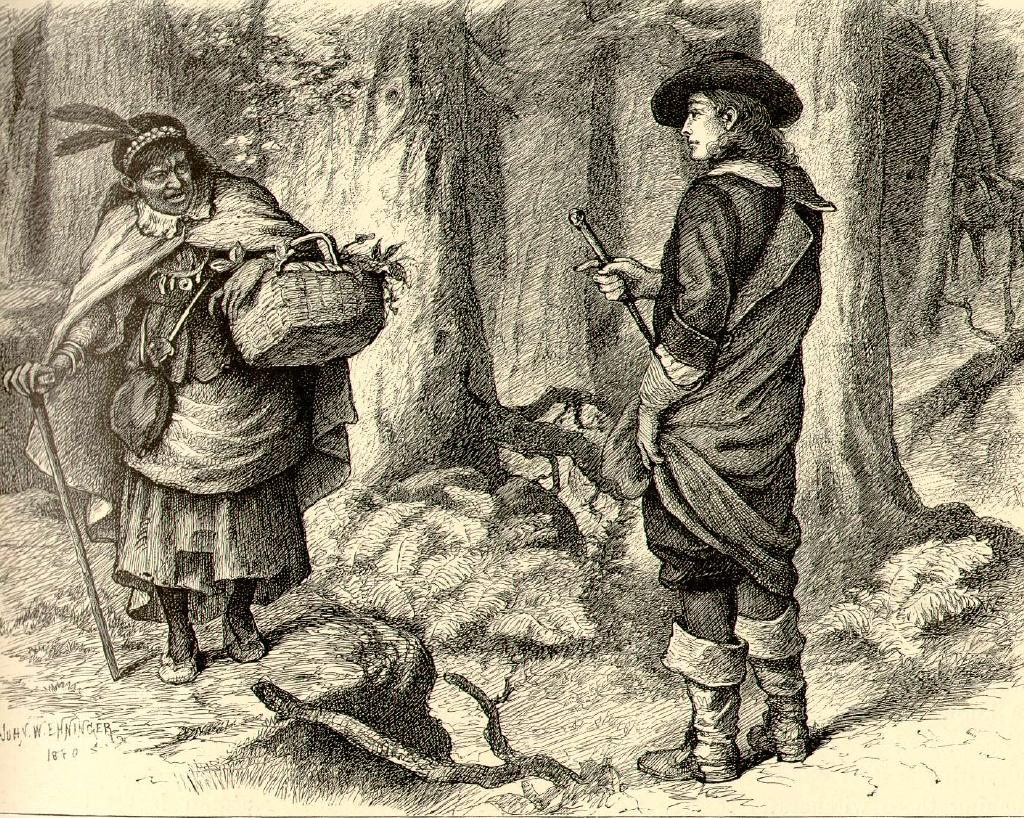
De slavin Tituba
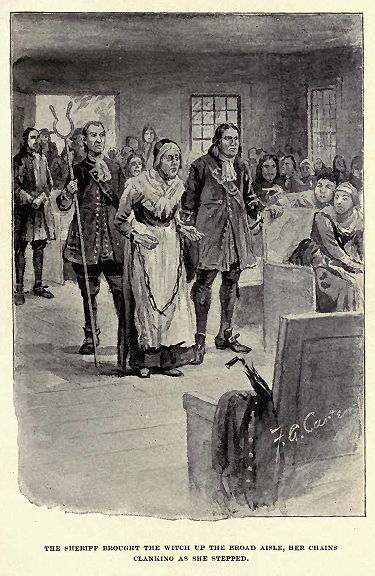
Rebecca Nurse in boeien
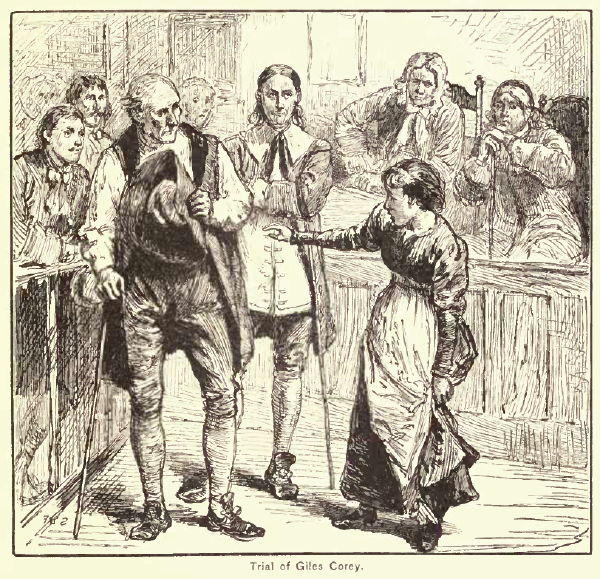
Giles Corey wordt beschuldigd van hekserij.
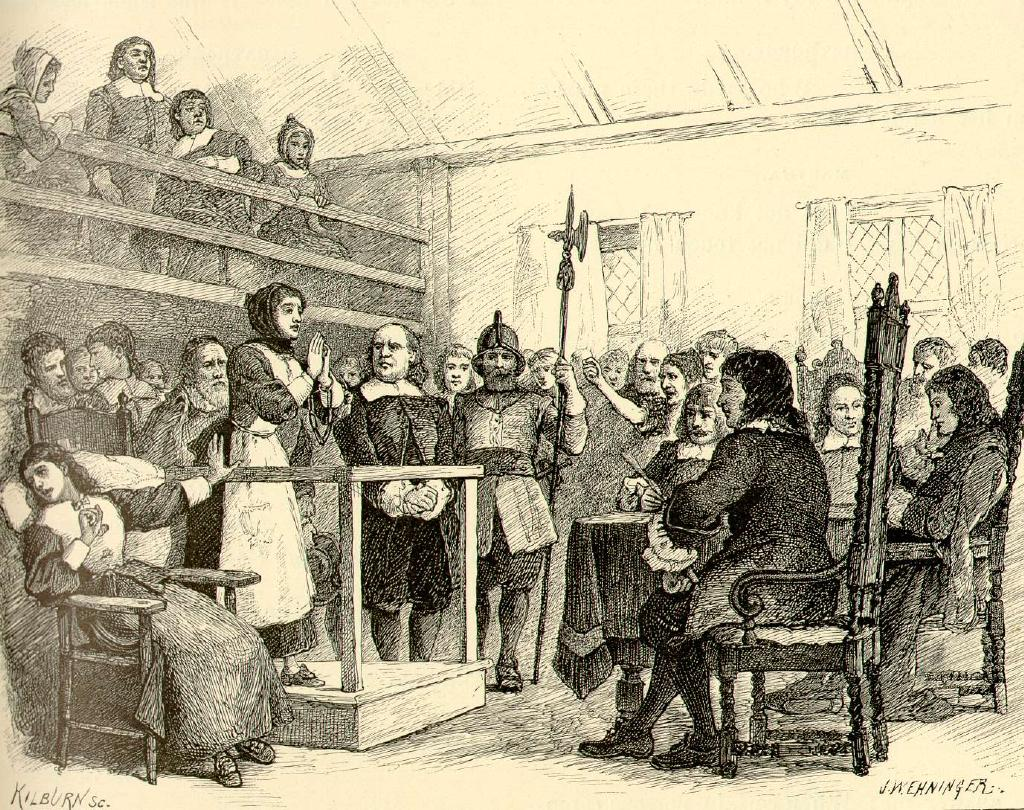
Martha Corey Longfellow

## Terechtstellingen

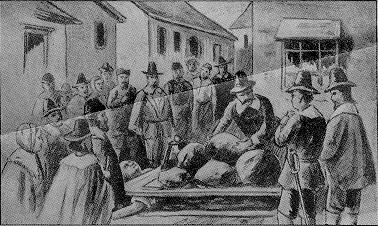
Tekening van de geëxecuteerde Giles Corey, na twee dagen bezweken onder het gewicht van zware stenen (19 september 1692)

De terechtstellingen begonnen op 10 juni 1692 en eindigden op 22 september 1692.
In deze periode werden negentien mensen opgehangen, onder wie een gerechtsdienaar die weigerde nog meer beschuldigden op te sluiten. Onder de negentien slachtoffers bevonden zich zes mannen. De meerderheid waren oudere arme vrouwen.
Er was één terechtstelling die niet door ophanging gebeurde, namelijk die van Giles Corey, een 80-jarige landbouwer van buiten Salem. Hij weigerde te bekennen. De wet voorzag in dat geval een marteling om de bekentenis af te dwingen. Op een plank op zijn lichaam stapelde men zware stenen. Na twee dagen stierf Corey zonder te hebben bekend.

## Materieel gewin voor de overheid
De bezittingen van veroordeelde heksen werden in beslag genomen door de overheid, de bezittingen van beschuldigden werden vaak al voor het proces geconfisqueerd.

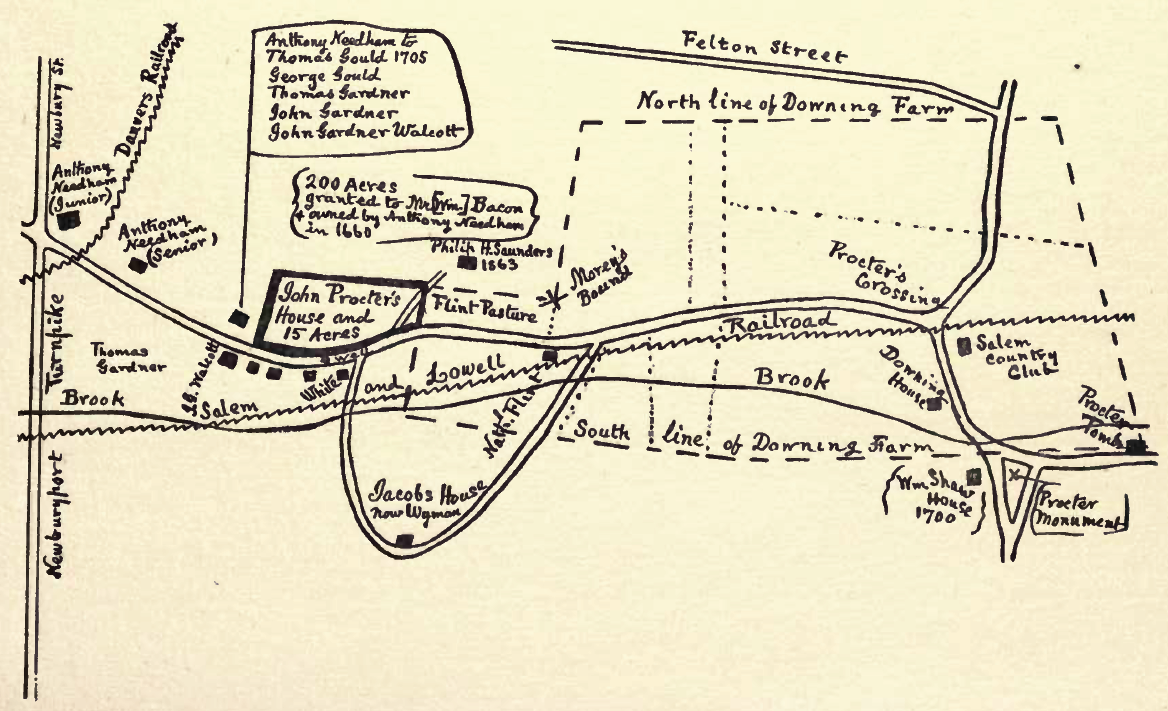
De landerijen van John Proctor, geëxecuteerd in 1692
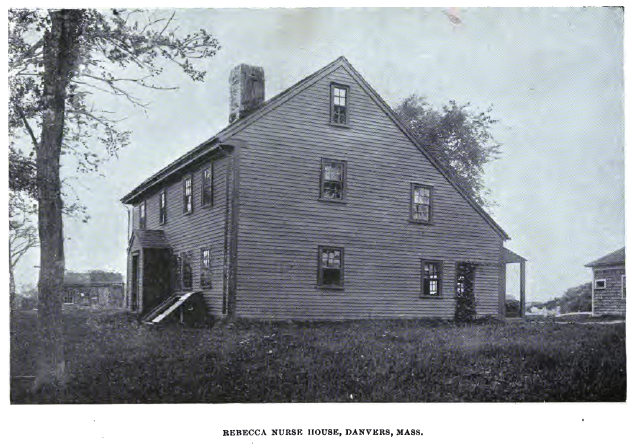
Het huis van Rebecca Nurse
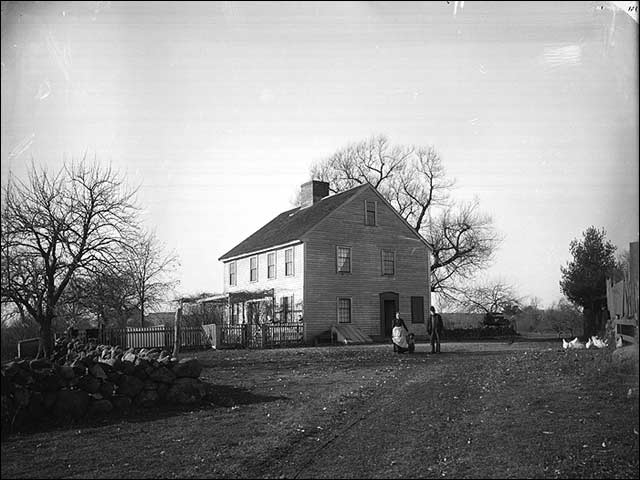
Het huis van Ann Putnam

## In de dood nog geen rust
Ook in de dood werd de terechtgestelden geen vrede gegund. Als veroordeelde heksen werden ze geëxcommuniceerd door hun kerkgemeenschap en er vond geen behoorlijke begrafenis plaats. Zodra de dode lichamen van de beschuldigden van de galg waren gehaald, werden ze zonder enig ceremonieel in ondiepe graven gegooid.

## Het einde
Er kwam een einde aan de processen, omdat de 'behekste' meisjes vooraanstaande mensen beschuldigden, zoals de vrouw van de predikant Increase Mather. De predikant juichte de heksenjacht aanvankelijk toe. Later stelde hij dat het beter was dat tien heksen ontsnapten dan dat één onschuldige veroordeeld werd. Het artikel dat hij publiceerde op 3 oktober 1692 over de processen maakte grote indruk op het publiek. Het luidde het begin van het einde in van de invloed van het puritanisme op het overheidsbeleid in New England.
De heksenjacht en de processen eindigden in januari 1693. Wie in de gevangenis zat kwam niet meteen vrij. Het duurde tot mei 1693 voor zij allen tegelijk vrijgelaten werden.
Als gevolg van de processen werd een nieuw systeem van bestuur en rechtspraak ingesteld in 1695. Alle oude wetten vervielen en nieuwe werden van kracht. "Alle veroordelingen die onder het oude systeem uitgesproken zijn, zijn vervallen en dienen vergeten te worden" was een zinsnede uit een van die nieuwe wetten.

## Eerherstel
Veel familieleden van mensen die onterecht werden opgehangen zochten naar een manier om dit te verwerken en naar gerechtigheid. Ze waren het niet eens met de wet die stelde dat men de gevolgen van de oude wet maar moest vergeten. Een veelvoud aan petities werd ingediend tussen 1692 en 1711, met steeds de eis dat men een geldelijke vergoeding zou krijgen voor de onrechtvaardige veroordelingen. Op 17 december 1711 werd ten slotte 578 pond en 12 shilling beschikbaar gesteld om te verdelen onder de beschuldigden (of, waar van toepassing, hun nabestaanden).
Voor 1954 waren echter nog steeds niet alle voor hekserij veroordeelden gezuiverd van alle blaam. Afstammelingen van diegenen die valselijk beschuldigd waren eisten van het General Court dat ook hun naam gezuiverd zou worden. In 1954 werd een wet van kracht waarin verklaard werd dat alle van hekserij beschuldigden en wegens hekserij veroordeelden vrij van schuld zijn.
In 1957 en opnieuw in 2001 verklaarde het parlement van Massachusetts de veroordeelden van de heksenprocessen onschuldig.
In 1952 schreef de Amerikaan Arthur Miller het toneelstuk The Crucible. Hij zag daarbij een analogie tussen de heksenjacht in Salem en de jacht op de communisten onder leiding van de Amerikaanse senator Joseph McCarthy.
In 1976 betoogde Linnda Caporael dat de eerste heksenslachtoffers ziek werden van brood van roggemeel met moederkoornschimmel. Bij het bakken komt het gif mycotoxine vrij. Wie hiervan te veel binnenkrijgt kan onder meer hallucineren, spierkrampen hebben, duizelig zijn of verlamming vertonen - de verschijnselen die de zieke meisjes vertoonden.